# Реина (Кунео)
Реина је насеље у Италији у округу Кунео, региону Пијемонт.
Према процени из 2011. у насељу је живело 34 становника. Насеље се налази на надморској висини од 311 м.